# Scleria bracteata
Scleria bracteata är en halvgräsart som beskrevs av Antonio José Cavanilles. Scleria bracteata ingår i släktet Scleria och familjen halvgräs. Inga underarter finns listade i Catalogue of Life.